# Thunbergia smilacifolia
Thunbergia smilacifolia är en akantusväxtart som beskrevs av Wilhelm Sulpiz Kurz. Thunbergia smilacifolia ingår i släktet thunbergior, och familjen akantusväxter. Inga underarter finns listade i Catalogue of Life.